# Соколовка (Погребищенский район)
Соколовка (укр. Соколівка) — бывший посёлок в Погребищенском районе Винницкой области Украины.
Население по переписи 2001 года составляло 0 человек. Упразднён 27.04.2012.

## Местный совет
22223, Вінницька обл., Погребищенський р-н, с.Новофастів, вул.Садова,8